# Санта Софија
Санта Софија је насеље у Италији у округу Форли-Чезена, региону Емилија-Ромања.
Према процени из 2011. у насељу је живело 3037 становника. Насеље се налази на надморској висини од 257 м.

## Становништво
| 1951. | 1961. | 1971. | 1981. | 1991. | 2001. | 2011. |
| ----- | ----- | ----- | ----- | ----- | ----- | ----- |
| 7.651 | 6.171 | 4.660 | 4.381 | 4.245 | 4.276 | 4.193 |